# Assemblies of Yahweh
Az Assemblies of Yahweh (Yahweh gyülekezetei, AOY) egy vallási szervezet, melynek alapja a pennsylvaniai bétel (bethel). A doktrínáik a keresztény és ortodox júdaizmus hagyományiból épülnek fel. A középpontban Isten Jahve-nevének, Jézus Yahshua-nevének a  használata áll.
Az egyik legfontosabb hittételük szerint Isten egységes; a szent név használatával különíthetjük el a pogány hagyományoktól. Az Isten, Úr, Jézus kifejezéseket úgy tekintik mint csak titulusokat (ezekhez nem imádkoznak, hanem a nevükön szólítják…), nem ünneplik a Karácsonyt, Húsvétot. Az Újszövetséget isteni ihletésűnek tekintik, de úgy tanítják, hogy az Ószövetség az elsődleges megalapozója a Messiásba vetett hitnek.

## A szervezet
A Szent Név Mozgalom (Sacred Name Movement) keretében kezdtek szerveződni. Jacob O. Meyert tekintik alapítójuknak, aki 1968-ban alapította a társaságot, és akit örökös elnöklő vénnek tettek meg. 
Mára világszerte vannak gyülekezetei, azonban nem minden előfizető juthat el rendszeresen ezek valamelyikébe. 
Obadiah School of the Bible a saját tagjaik számára kialakított bibliaiskola.
Jelenlegi vezetőjük Robert J. Wirl.

## Isten természete és az üdvözülés
Yahweh egy személy; Yahshua pedig az ő Szeretett Fia, aki a legelső teremtménye volt és kiválasztották, hogy megváltó legyen. 
A Szent Szellem (szentlélek) az Istenből kiáradó erő; tehát tagadják a Szentháromság tanát, amelyet pogánynak tartanak.
Az megmenekülés (üdvözülés) csak Yahshua-án keresztül található meg, követni kell a Tórát – beleértve  a Tízparancsolatot – használni kell a szent neveket, meg kell tartani az Ószövetségi ünnepeket. A megmentés egy  ingyenajándék, amit Yahshua a messiás példájának követésével lehet megkapni. Azok, akik igazságosak az Úr Második Eljövetele napján, örök életet kapnak, a többiek a Gehennaába (gyehenna) kerülnek – amit ők tűz tavának is neveznek – ott megszűnnek létezni.

## A Biblia
A Biblia Yahweh írott szava. Nem teljesen fogadják el az Újszövetséget, de állításait figyelembe veszik az Ószövetség fényében.
Saját Biblia-fordítást használnak, a Sacred Scriptures, Bethel Editiont (ASV alapján).

## Főbb doktrínák
Pacifistának tartják magukat – valószínűleg az anabaptista Jacob O. Meyer hatására – Yahshua parancsaira hivatkozva.
Nagyon keményen bánnak a kiközösített tagjaikkal.
A legtöbb elképzelésük – a nevekre fektetett hangsúlyt leszámítva – megegyezik  a Worldwide Church of God egyház tanításával.

## Kiadványaik
Meyer főbb írásait maguk is újranyomtatták és használják. Havonta megjelenő folyóiratuk a The Sacred Name Broadcaster.
Televíziós és rádióműsoruk is van, de van egy saját rádióadójuk is. 

## Kritikák
Többször merültek fel kérdések a gyanús pénzkezelések ügyében. Meyer jogvédett anyagait engedély nélkül forgalmazták, de mára a fia engedélyt adott. 
Nagy ellenségeskedéssel vannak más hasonló egyházakkal szemben.
Egyetlen igaz egyháznak tartják magukat, de mégsem teljesítik be a Jelenések 3:7–12 versét.
Nagyon szigorú elvárásaik vannak a hívekkel szemben.